# Carabanchel Alto
|  | Aquest article tracta sobre l'antic municipi. Si cerqueu l'actual barri al municipi de Madrid, vegeu «Buenavista (Madrid)». |

Carabanchel Alto (antigament Carabanchel Suso), era un municipi de la província de Madrid, annexionat a Madrid el 29 d'abril de 1948 juntament amb el municipi veí de Carabanchel Bajo, dins del procés d'expansió de la capital després de la Guerra Civil espanyola.
El municipi de Carabanchel Alto es trobava al sud-oest de Madrid, limitava al nord amb Carabanchel Bajo i Pozuelo de Alarcón, a l'est amb Villaverde, al sud amb Alcorcón i Leganés.
El 29 d'abril de 1948 es produeix l'annexió de Carabanchel Alto a l'Ajuntament de Madrid, sent nomenat Delegat municipal Joaquín Campos Pareja, que seria assessorat per l'últim alcalde, Rafael López Izquierdo, qui el 3 de setembre de 1947 havia presentat les bases de l'annexió amb les següents paraules:
| « | "... El plantejament d'aquesta qüestió actualment és necessari per resoldre un problema ja iniciat amb anterioritat com és el de l'inevitable i progressiu creixement dels grans nuclis urbans, que feia precís buscar les fórmules adequades per establir accessos convenients, resoldre la situació dels suburbis i tendir, en fi, a la formació del Gran Madrid. La intervenció de l'Estat en qüestió que tant afecta el decoro i prestigi de la capital demostra que és un assumpte que depassa l'esfera municipal o local per entrar en l'àmbit dels interessos nacionals... | » |

## Població
| Carabanchel Alto |
|                  |